# Região Geográfica Imediata de Brasiléia

Localização da Região Imediata de Brasiléia no Acre.

A Região Geográfica Imediata de Brasiléia é uma das 5 regiões imediatas do estado brasileiro do Acre, uma das 3 regiões imediatas que compõem a Região Geográfica Intermediária de Rio Branco e uma das 509 regiões imediatas no Brasil, criadas pelo IBGE em 2017. É composta de 4 municípios: Assis Brasil, Brasiléia, Epitaciolândia, Xapuri